# Boris Vallée
Boris Vallée (ur. 3 czerwca 1993 w Verviers) – belgijski kolarz szosowy.

## Osiągnięcia
Opracowano na podstawie:

2010
- 1. miejsce na 3. etapie Sint-Martinusprijs
- 1. miejsce w letnich igrzyskach olimpijskich młodzieży (start wspólny[a])

2011
- 3. miejsce w mistrzostwach Belgii juniorów (jazda indywidualna na czas)
- 1. miejsce w Omloop der Vlaamse Gewesten

2013
- 1. miejsce w prologu Karpackiego Wyścigu Kurierów
- 1. miejsce w Grand Prix Criquielion

2015
- 2. miejsce w Grand Prix de Denain

2016
- 1. miejsce na 2. i 5. etapie Tour de Bretagne
- 1. miejsce na 3. etapie Ronde de l’Oise
- 1. miejsce na 2. etapie Tour de Wallonie

2018
- 1. miejsce w Tour of Taihu Lake

2019
- 2. miejsce w Tour of Taihu Lake

## Rankingi
| Rok             | 2012 | 2013 | 2014 | 2015 | 2016 | 2017 | 2018  | 2019 | 2020 |
| --------------- | ---- | ---- | ---- | ---- | ---- | ---- | ----- | ---- | ---- |
| UCI World Tour  |      |      | 215. | 193. | -    | -    | -     |      |      |
| World Ranking   |      |      |      |      | 621. | 515. | 471.  | 363. | 743. |
| UCI Europe Tour | 562. | 185. |      |      | 378. | 279. | 1257. | 294. | 595. |
| UCI Asia Tour   | -    | -    |      |      | -    | -    | 32.   |      |      |
|                 |      |      |      |      |      |      |       |      |      |
| Źródło: UCI     |      |      |      |      |      |      |       |      |      |